# Association Sportive Nigérienne d'Electricité
A Association Sportive Nigérienne d'Electricité é um clube de futebol com sede em Niamey, Níger. A equipe disputou a Liga dos Campeões da África e a Copa das Confederações Africanas.

## História
O clube representa a NIGELEC, estatal de energia do país.